# イエローライン (シカゴ交通局)
イエローライン（英: Yellow Line）は、アメリカ合衆国イリノイ州シカゴ市およびその近郊を走る鉄道路線。シカゴ交通局（CTA）が運営するシカゴ・Lに属する路線。全長7.6キロメートル（4.7マイル）で、シカゴ市北部のハワード駅から、エバンストン市南部を通り、スコーキー村のデンプスター駅までを結ぶ。別名「スコーキー・スウィフト」（英: Skokie Swift）。
東側終点であるハワード駅では、同じシカゴ・Lのパープルラインおよびレッドラインに乗り換えることが可能。イエローラインは、シカゴ・Lの路線としてはループを通らない唯一の路線であり、また障害を持つアメリカ人法に全線が適合している唯一の路線である。かつてのシカゴ・ノースショア・アンド・ミルウォーキー鉄道の路線を引き継いで建設された。
スコーキー村にあるオールド・オーチャード・ショッピングセンターまでの延伸が検討されている。かつてはこの路線にはハワード＝デンプスター間にいくつかの中間駅があったが、これらの駅は長期に渡って供用されず、現在は解体されている。しかし、2010年6月にオークトンに新駅の建設が開始され、2012年4月30日に開業した。
使用車両はボンバルディア製5000系で、全線2両編成で運用されている。2022年の平日平均乗客数は1144人と報告されており、CTA路線の中では最も利用者数の少ない路線となっている。路線内の車両が不足した場合は、レッドラインから車両を借り入れることがある。

## 路線
イエローラインの西側始点／終点であるデンプスター駅は、スコーキー村デンプスター・ストリート5005に所在する。駅の北側には車両の方向を反転させるための整備路線が伸びている。デンプスター駅から出発した路線は、道路に沿って南方向に走り、オークトン・ストリートと交差した後、東に向きを変え、スコーキー・ブールバード（米国国道41号線に指定されている）と交差する。東へ進み、イースト・パレイリー・ロードとの立体交差を通過すると、線路は盛り土された区間に至る。
その後、西から順にCTAスコーキー・ショップス整備場、ノース・ショア水路、ダッジ・アベニューを通過すると、線路の標高は今度は低下し、1.6キロメートル（約1マイル）の掘り割り区間に至る。それを越え、メトラのノースラインとパープルラインの線路の下、そしてハワード車両基地を通過すると、路線は高架化し、東側始点／終点であるハワード駅に至る。ハワード駅の南側にはデンプスター駅と同様に車両反転用の整備路線が伸びている。

## 運行形態
列車はデンプスター＝ハワード間を、平日は4時45分から23時30分まで、週末および祝日は6時から23時30分まで運転している。ラッシュアワーには1時間に5本、それ以外の時間帯には1時間当たり4本の運行となっている。

## 歴史

### ナイルズ・センター支線
イエローラインの起源は、旧シカゴ高速鉄道（CRT）のナイルズ・センター支線にある。この鉄道は、シカゴ・ノースショア・アンド・ミルウォーキー鉄道の路線の高速スコーキー都市間線の一部として、ハワード駅とナイルズ・センターのデンプスター・ストリート駅間の約8キロメートル（約5マイル）の区間の供用が1925年3月28日に開始された。
この路線には中間停車駅として、エバンストンとスコーキー（当時のナイルズ・センター）間に、リッジ、アズベリー、ダッジ、クローフォード/イーストプレーリー、コストナー、オークトン、メインの各駅があった。1948年3月27日、シカゴ交通局はナイルズ・センター支線の運行を廃止し、CTAバスの97番路線を代替輸送手段とした。支線の駅は閉鎖され、以後約15年間放置された。
1963年1月21日に、シカゴ・ノースショア・アンド・ミルウォーキー鉄道が全路線の営業を停止すると、同年下半期に、ハワード＝デンプスター間の8キロメートルの線路がCTAによって購入された。しかし上述の中間停車駅の営業は再開されず、空いたその駅舎の一部はコンビニエンスストアや電気事業者などによって使用されたのち、1980年代に解体された。

### スコーキー・スウィフト
1964年4月20日、ハワード＝デンプスター間のスコーキー・スウィフト高速シャトルサービスが、連邦補助による公共輸送の社会実験の一つとして開始された。純計画費用の負担は、米国住宅都市開発省、シカゴ交通局、そしてスコーキー村とで分担された。
この計画の成功は全米の注目を集めた。ノースショア時代の路線は1日12時間で乗客数は1200人だったのに対し、スコーキー・スウィフトは運行初日営業16時間で約4000人の乗客を得た。乗客数は増加し続け、再開業1年目の終わりまでに、平日で1日あたり約6000人の乗客が利用するようになった。
平日の営業の成功を受け、土曜日の営業も開始され、1日あたり2000人以上の乗客が利用するようになった。2年間の実験期間が終了するまでに、延べ350万人がスコーキー・スウィフトを利用する結果となり、CTAは恒久的な路線として、スコーキー・スウィフトを路線内に組み入れることとなった。
スコーキー・スウィフト線の社会実験によって、高速公共輸送機関の設置が、人々の車離れをもたらすことが実証された。スコーキー・スウィフトは、わずかなタイミングの差ではあるけれど、ライトレールという用語が提唱される前の、最初のライトレール路線の実例となった。
約8キロメートル（約5マイル）にわたる路線の特徴の一つに、路線の約半分には第三軌条方式の線路が設置されたのに対し、残りの半分にはノースショア時代の路線の架線が残されていたというのがある。第三軌条方式から架線方式への切り替えは、スコーキー・スウィフトのプロジェクト・マネージャーであったジョージ・クランブルズによって設計された独自のパントロリーによって、列車を停止させずに行われた。
1992年2月9日、CTAによる減便の一環として、土曜日の運行は廃止された。1993年、シカゴ・Lの路線の名称が従来の独自の名称から一律色の名称に変更されると、スコーキー・スウィフトの路線名も「イエロー・ライン」に変更された。「スコーキー・スウィフト」のもともとのロゴは、今日も5000系の車両のLED表示などに見ることができる。デンプスター駅は1993年から1994年にかけて改修され、新駅舎とプラットフォームが設置された。2003年に、古いレンガ造りの駅舎（アーサー・U・ガーバーによる設計）は東に46メートル（約150フィート）移動され、復元されたのち商業用地に再利用されることとなった。
スコーキー・スウィフトは、電化に当たって架線方式を利用していた唯一のCTA路線だった。エバンストン線とレイク・ストリート線との一部が従来型のトロリー方式を採用していたのは、それぞれ1973年、1962年までであったため、スコーキー・スウィフトは、架空線を採用した最後のCTA路線でもあった。第三軌条方式は、他の路線との互換性を持たせ、整備コストを抑えるために、2004年に導入された。
2008年に土曜日の運行が再開し、さらに日曜日の運行も新たに開始された。
2010年6月21日、デンプスター駅とハワード駅との中間に位置する新駅オークトン＝スコーキー駅建設の起工式が行われた。スコーキー村の下町に位置するこの駅は、21世紀最初のCTAの新駅となった。新駅は、2012年4月30日に開業した。
2015年5月17日、マッコーミック・ブールバードの西側の盛り土区間の一部が崩壊し、線路全体の損傷を引き起こした。崩壊は、オブライエン浄水場の建設における不手際によるものであった。これにより、上下線両方向の運行が妨げられ、同日22時にイエローラインの緊急閉鎖対処が為された。運行は同年10月30日に再開したが、CTAは2015年末までの1週間の無料乗車サービスとデンプスタ―駅の無料駐車場の設置を実施した。

## 中止となった路線計画
オークトン駅の成功を受け、エバンストン市南部のダッジ、アズベリー、リッジ各駅のいずれかを再開することが決定された。2012年に行われた現地調査で、3駅の候補のうち、アズベリーが最も実現可能性が高いことが明らかになった。しかし、2019年時点でCTAのウェブサイトにはアズベリー駅の再開に関する計画についての言及は無い。

### モントローズとの接続計画
近年、イエローラインの現オークトン駅から分岐し、ブルーラインのモントローズ駅までを結ぶ支線を建設する計画が検討されていた。

### オールド・オーチャード・モール延伸計画
CTAはイエローラインを現在の終点のデンプスター駅から2.4キロ―メートル（約1.5マイル）北にあるオールド・オーチャード・ショッピングセンターまで延伸する計画を検討していたが、中止となった。

## 駅一覧
| 所在           | 駅名                                  | 接続路線・備考 |
| -------------- | ------------------------------------- | --- |
| スコーキー村   | デンプスター駅                        | 駅周辺 · North Shore Center for the Performing Arts, オールド・オーチャード・ショッピングセンター （CTAバス経由）バス接続 · CTAバス: 54A North Cicero/Skokie Blvd and 97 Skokie · Paceバス: 250 Dempster Street, 620 Yellow Line Dempster/Allstate, 626 Skokie Valley Limited · Paceパルス: 101 Dempster Line |
| スコーキー村   | メイン駅                              | 1948年3月27日閉鎖 |
| スコーキー村   | オークトン駅                          | 駅周辺 · スコーキー・パーク・ディストリクト, Exploratorium, ダウンタウン・スコーキー, スコーキー村立図書館, オークトン短期大学バス接続 · CTAバス: 54A North Cicero/Skokie Blvd, 97 Skokie · Paceバス: 210 Lincoln Avenue                                                                                      |
| スコーキー村   | コストナー駅                          | 1948年3月27日閉鎖 |
| スコーキー村   | クローフォード / イーストプレーリー駅 | 1948年3月27日閉鎖 |
| エバンストン市 | ダッジ駅                              | 1948年3月27日閉鎖 |
| エバンストン市 | アズベリー駅                          | 1948年3月27日閉鎖 |
| エバンストン市 | リッジ駅                              | 1948年3月27日閉鎖 |
| シカゴ市       | ハワード駅                            | 路線接続 · CTA シカゴ・L: レッドライン 、 パープルライン · CTAバス: 22 Clark, 97 Skokie, 147 Outer DuSable Lake Shore Express, 201 Central/Ridge, 206 Evanston Circulator · Paceバス: 213 Green Bay Road, 215 Crawford/Howard, 290 Touhy Avenue                                                               |